# Castelo Invermark
O Castelo Invermark (em inglês:  Invermark Castle) é um castelo do século XVI atualmente em ruínas localizado em Lochlee, Angus, Escócia.

## História
O castelo foi construído para a família Lindsay, que também possuem o Castelo de Edzell. O autor do New Statistical Account, escreve que o castelo foi construído no ano de 1526, mas mais nenhum autor foi capaz de encontrar a fonte dessa informação.
O castelo foi reparado em 1729 e continuou desabitado até meados do século XVIII.
Encontra-se classificado na categoria "A" do "listed building" desde 11 de junho de 1971.